# Золотая Роза (синагога)
«Золота́я Ро́за» («Синагога Нахмановича», синагога «Турей Захав») — синагога во Львове (Украина), уничтоженная гитлеровцами в июле 1941 года. Синагога была памятником архитектуры ренессанса, святыней львовской городской общины. Находилась на территории средневекового львовского еврейского квартала, в доме 27 по улице Ивана Федорова (нынешнее название с 1949, ранее — Бляхарская (1944) — Клемперштрассе (1941) — Бляхарская (1871) — Еврейская (XIX ст.) — Русская боковая (1863) — Доминиканская боковая (1805)).

## Название
Название «Золотая Роза» фольклорное, а настоящее — «Турей Захав» (название основного произведения Давида Галеви, комментарий к «Шульхан Арух»). Давид Галеви был автором ритуального кодекса, и, поскольку он часто здесь молился, то и синагогу назвали в честь его произведения. Со временем значение названия забылось, и её стали произносить как «Рейзл Захав» («Золотая роза»).

## История

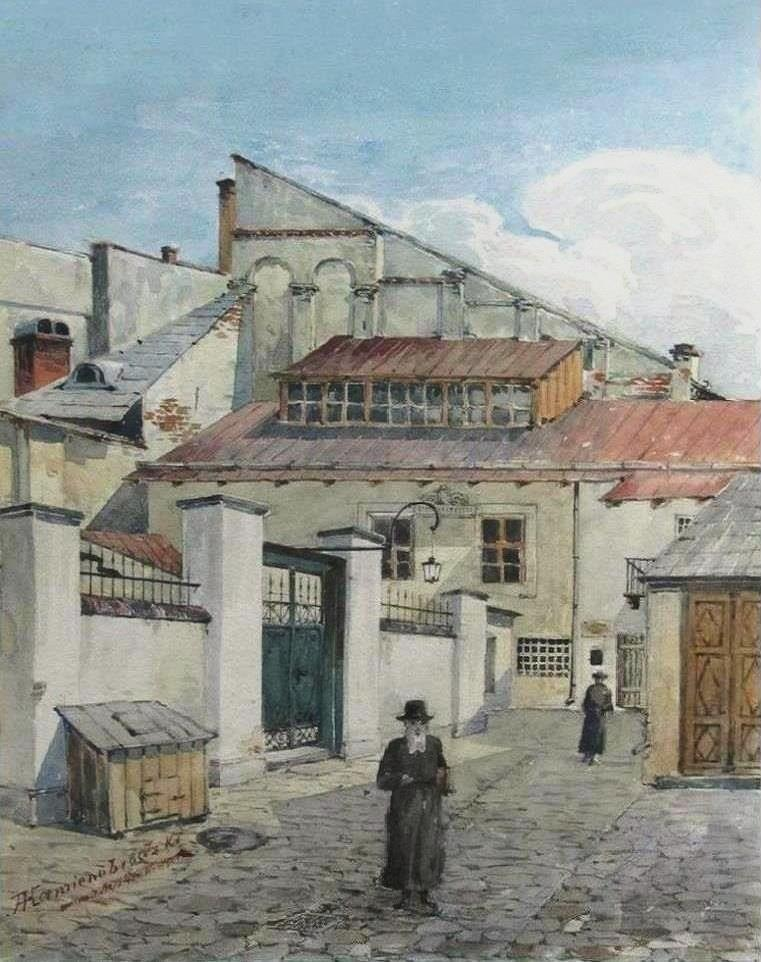
Синагога «Золотая Роза», художник А. Каменнобродский, конец XIX века

Здание было построено на средства главы львовской городской общины Исаака Нахмановича (Исаака бен Нахмана) в 1582 году. Земля для строительства синагоги была выбрана городскими властями не случайно. В 1493 году в доме на этом месте был устроен первый во Львове дом разврата, который после его закрытия, как и землю на которой он стоял, никто из горожан не пожелал купить. Выделение городскими властями именно этого участка земли было утонченной формой оскорбления еврейской общины.
Итальянские архитекторы Павел Счастливый и Амброзий Благосклонный придали сооружению черты архитектуры ренессанса с реминисценциями готики. Это была вторая городская синагога в Львове, на строительство которой власти долго не давали разрешение. В конце концов, римокатолический архиепископ, разрешая её строительство, приказал, «чтобы неверные жиды не строили синагоги видной и ценной, но обычную, средней меры». Синагога, первоначальное название которой было «Турей Захав», стала называться в народе по имени жены её основателя. В конце XVI века иезуиты решили соорудить во Львове монастырь и для этого выбрали участок, на котором стояла синагога. В 1603 году король Сигизмунд III подарил им этот участок, а суд конфисковал здание. Однако проход к зданию был через дом Мордехая Нахмановича, который запретил иезуитам проходить через его владения. Судебный спор ордена иезуитов с львовскими евреями продолжился, в результате чего синагогу вернули семье Нахмановичей в 1609 году.

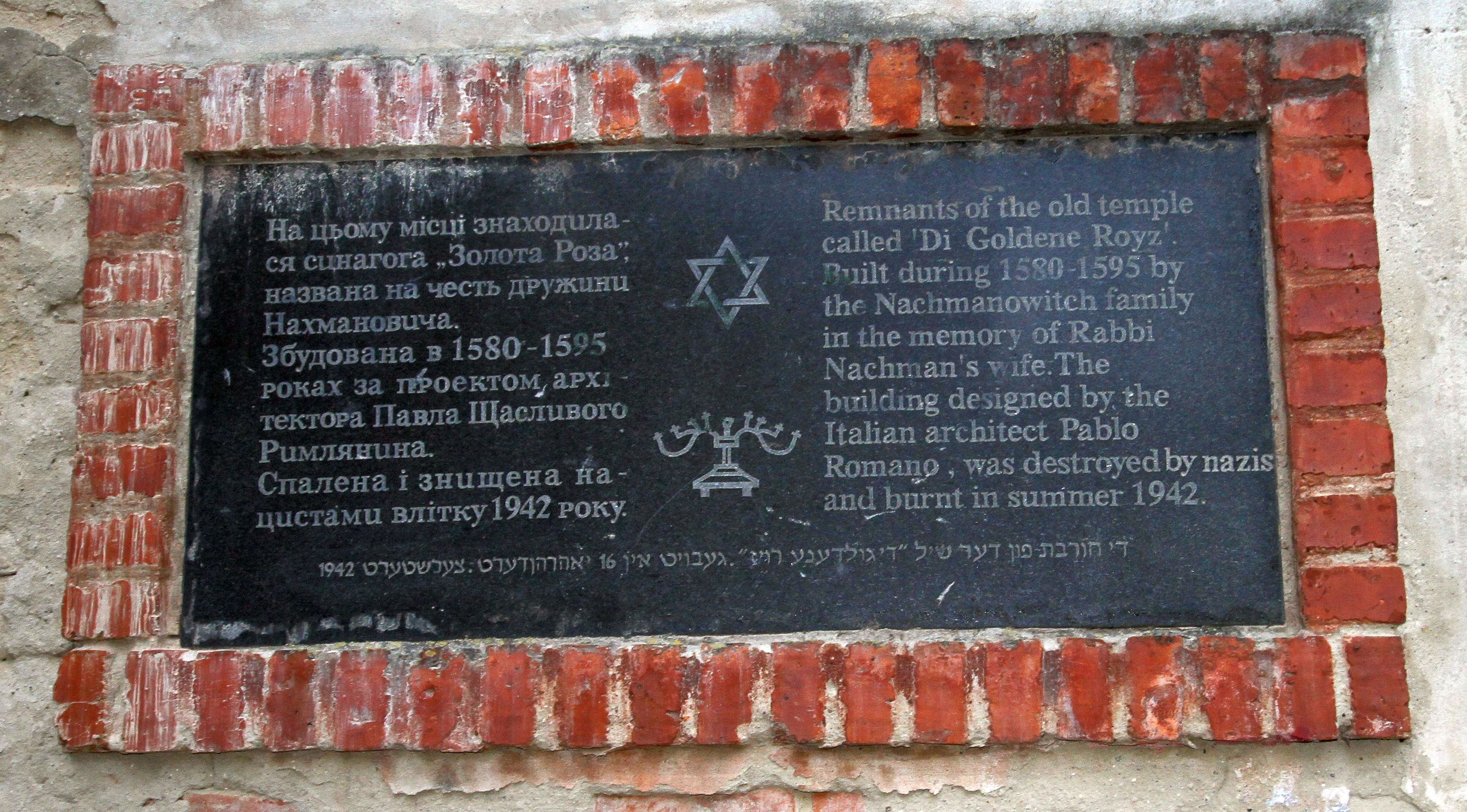
Мемориальная доска в память о синагоге «Золотая роза»

Это здание было центром общественной жизни средневекового еврейского квартала и одной из красивейших синагог Восточной Европы. В 1930-х годах её исследовали специалисты, которые выполнили архитектурные обмеры и фотофиксацию.
Архитектурный памятник был разрушен гитлеровцами в 1941 году (а по другим данным в 1942 году).
Остатки синагоги объявлены памятником архитектуры местного значения (№ 513- лв). Она включена в Программу воспроизведения выдающихся памятников истории и культуры Украины (утверждена правительством Украины в 1999 году) и находятся на учете ЮНЕСКО.

## Скандал в 2011 году
По сообщению газеты The Guardian, в конце августа во Львове начался снос остатков синагоги «Золотая роза». Разрушение синагоги было, по утверждению газеты, предпринято украинскими властями в преддверии турнира «Евро-2012». Особое возмущение было вызвано тем, что на месте уникального памятника планировалось построить гостиничный комплекс, при том, что в УЕФА существует широко разрекламированная программа по «удалению расизма из футбола». Отель принадлежит Володимиру Губицкому, заместителю председателя Львовской облгосадминистрации, ответственному за сохранение культуры и наследия.. Глава города Андрей Садовый утверждал, что на территории синагоги не ведётся никакое строительство. Он писал, что отель строится на соседней улице и претензии к его исполнителям с синагогой не связаны никак 8 сентября 2011 года канцелярия руководителя Главного управления по гуманитарным и общественно-политическим вопросам администрации президента Украины Анны Герман распространила сообщение, согласно которому градоначальник Львова известил её о приостановке строительства на месте синагоги.

## Архитектура
Интерьер представлял собой четырёхугольный зал с готическими сводами, опиравшимися на ренессансные консоли. На каждой из трёх стен были два стрельчатых окна. Арон а-кодеш в виде каменного ренессансного портала находился на возвышении около восточной стены. Поскольку синагога не могла быть выше жилых домов, пол синагоги «Золотая Роза» был углублён в землю. В плане синагога занимала площадь 11 х 9 метров.
|                                                        |  |                                    |  |                                                          |
| Вид в прошлом с улицы Бляхарской (ныне Староеврейская) |  | Рисунок, реконструирующий интерьер |  | Руины синагоги, следы её куполов на стене соседнего дома |

|                                     |  |                              |  |                                     |  |                                     |  |                                     |
| Синагога «Золотая Роза» в 2017 году |  | Мемориальные плиты, 2017 год |  | Синагога «Золотая Роза» в 2019 году |  | Синагога «Золотая Роза» в 2017 году |  | Синагога «Золотая Роза» в 2018 году |